# Santolina rosmarinifolia
Santolina rosmarinifolia es una planta de la familia de las asteráceas.

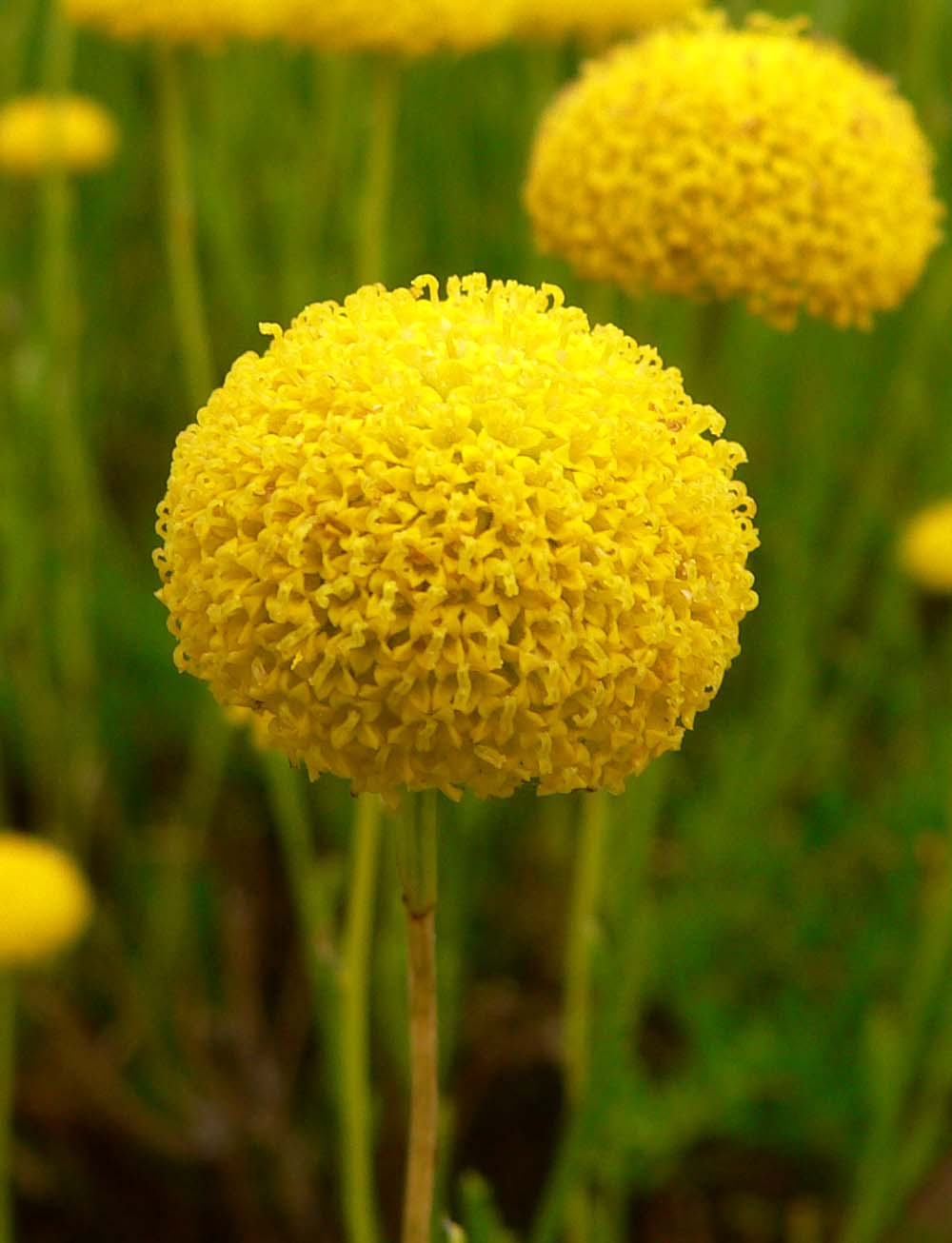
Detalle de la inflorescencia

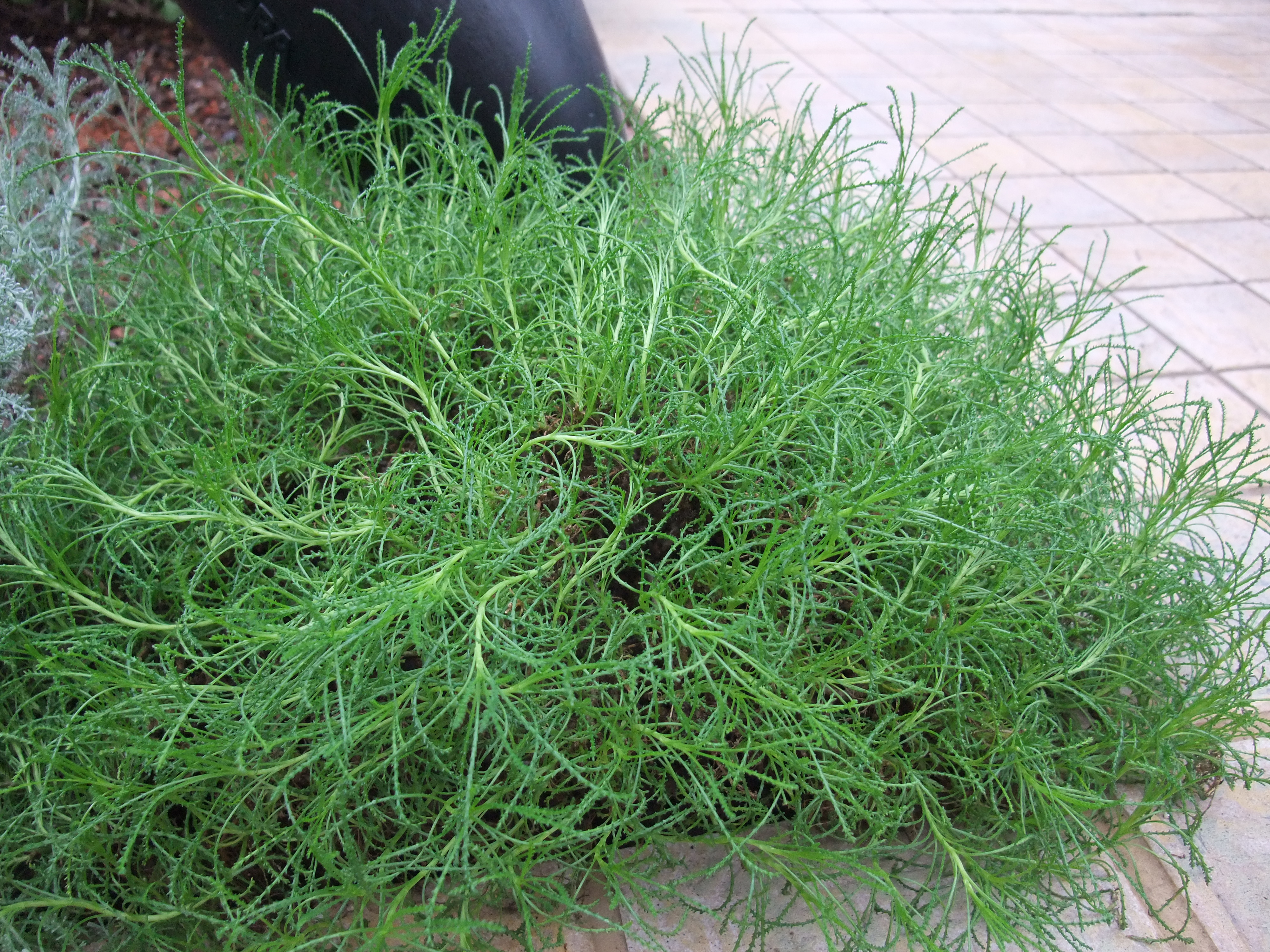
Vista de la planta

## Descripción
La botonera, Santolina rosmarinifolia, es planta perenne que aguanta muy bien las condiciones secas de algunas zonas de la península ibérica. Se utiliza en jardinería ya que permite ahorrar agua, pues se adapta muy bien a las condiciones xéricas extremas.
Por otro lado su floración es muy espectacular, pues de cada tallo surge una flor compuesta de color amarillo. Ramas jóvenes poco o nada leñosas, herbáceas, verdes. Hojas muy alargadas, lineares, rugosas, margen con pequeños lóbulos o dientes, de color verde intenso o verde-grisáceo por el haz y blanquecinas por el envés. Inflorescencia en capítulos terminales solitarios, amarillos y de mucha densidad. Brácteas aquilladas, papiráceas y laciniadas. Floración de primavera al verano según zonas y altitud.

## Hábitat
Lugares pedregosos y arenosos, roquedos secos. Es planta de encinar con matorrales poco densos y pastos de zonas montañosas desde 1000 a 1700 m s. n. m.
Se llaman bolinares a los matorrales de pequeño porte en los que aparece la bolina o botonera. Son plantas frecuentes en los bolinares: Artemisia campestris, Marrubium vulgare, Chondrilla juncea, Cichorium intybus, 
Centaurea ornata. Se encuentran sobre suelos silíceos, en desmontes, terraplenes, bordes de caminos e incluso en barbecho de varios años.

## Distribución
En el Mediterráneo occidental, en el interior de la península ibérica (Sistema Central), y en el norte de África en el Atlas y en la Cabilia.

## Taxonomía
Santolina rosmarinifolia fue descrita por Carlos Linneo y publicado en Species Plantarum 2: 842. 1753.
Etimología
Santolina: nombre genérico que deriva del latín sanctus = "sagrado" y linum = "lino", basada en un antiguo nombre de una especie de este género.
rosmarinifolia: epíteto latino que significa "con las hojas de Rosmarinus".
Sinonimia
- Santolina rosmarinifolia subsp. pectinata (Lag.) Maire
- Santolina pectinata Lag. [1816]
- Santolina chamaecyparissus ssp. pectinata (Lag.) Bonnier & Layens [1894]
- Santolina variifolia Salisb. [1796]
- Santolina tuberculosa Lam.[4]
- Santolina chamaecyparissus subsp. viridis Rouy
- Santolina pectinata Lag.
- Santolina rosmarinifolia subsp. canescens (Lag.) Nyman
- Santolina rosmarinifolia subsp. rosmarinifolia
- Santolina viridis Willd.[5]

## Nombre común
- Castellano: abrótano hembra, abrótano hembra con hojas de romero, abrótano hembra, axea, boja negra, bolina, botonera, brochera, campanilla, campanillera, esparrillera, flores, guardarropa, hagea de cabezuela, hierba piojera, manzanilla amarga, manzanilla fina, matuecas, meaperros, perpetuas de monte, tomillo botonero, tomillo perruno, tomillo sanjuanero, tonina, verdolan, zanca de araña.[5]